# Su Po-Ya
Su Po-Ya (17 de septiembre de 1998) es una deportista taiwanesa que compite en taekwondo. Ganó una medalla de oro en los Juegos Asiáticos de 2018 y dos medallas en el Campeonato Asiático de Taekwondo, plata en 2021 y bronce en 2024.

## Palmarés internacional
| Juegos Asiáticos    | Juegos Asiáticos    | Juegos Asiáticos  | Juegos Asiáticos |
| Año                 | Lugar               | Medalla           | Categoría        |
| ------------------- | ------------------- | ----------------- | ---------------- |
| 2018                | Yakarta (Indonesia) | Medalla de oro    | –53 kg           |
| Campeonato Asiático |                     |                   |                  |
| Año                 | Lugar               | Medalla           | Categoría        |
| 2021                | Beirut (Líbano)     | Medalla de plata  | –53 kg           |
| 2024                | Đà Nẵng (Vietnam)   | Medalla de bronce | –53 kg           |